# Gynoplistia poenghana
Gynoplistia poenghana är en tvåvingeart som beskrevs av Günther Theischinger 1993. Gynoplistia poenghana ingår i släktet Gynoplistia och familjen småharkrankar. Inga underarter finns listade i Catalogue of Life.